# Vayssierea
Vayssierea is een geslacht van weekdieren uit de klasse van de Gastropoda (slakken).

## Soorten
- Vayssierea caledonica Risbec, 1928
- Vayssierea cinnabarea (Ralph, 1944)
- Vayssierea elegans (Baba, 1930)
- Vayssierea felis (Collingwood, 1881)